# Gradi (famiglia)
La famiglia Gradi (nelle fonti anche de Gradi, Grade o Grede, in croato anche Gradić) fu una delle più antiche famiglie nobili della Repubblica di Ragusa.

## Storia

Stemma della casata Gradi

Secondo la tradizione, la famiglia sarebbe originaria dalla Zeta, risultando presente nei documenti più antichi dell'Archivio di Stato di Ragusa, databili al XIII secolo.
L'Almanacco di Gotha li enumera fra le undici famiglie del più antico Patriziato Sovrano Originario della Repubblica ancora residenti in città alla metà del XIX secolo.
La famiglia fu una delle più influenti di Ragusa, suddivisa in vari rami e unita alle altre famiglie nobili ragusee da una serie di matrimoni che a loro volta diedero luogo ad ulteriori rami della casata.
Nel XIV secolo e XV secolo, i Gradi diedero alla Repubblica di Ragusa 485 alti funzionari statali, pari al 5,62% sul totale nell'intero periodo. Allo stesso modo, essi fra il 1440 e il 1640 contarono 71 membri del Maggior Consiglio, pari al 3,23% sul totale. In questi duecento anni, ottennero anche 139 cariche senatoriali (4,25%), 150 volte la qualifica di Rettore della Repubblica (6,30%), 134 membri del Minor Consiglio (6,19%) e 62 Guardiani della Giustizia (7,55%), risultando la settima famiglia più rappresentata nelle cariche pubbliche.
La loro nobiltà venne riconosciuta per decreto dalla Casa d'Austria il 1º dicembre 1817, col titolo di conte.
Il ramo principale della famiglia risulta estinto a Ragusa nel XX secolo.

## Personalità notabili (in ordine cronologico)
- Giovanni Gradi (XV-XVI secolo) - Giurista, fu professore di diritto civile e canonico.
- Basilio Gradi (XVI secolo) - Monaco melitense e poi cassinense, fu teologo di discreta fama. Scrisse in lingua illirica un trattato sulla verginità di Maria (Venezia, presso Giovan Battista Guerra, 1577), poi tradotto in italiano (Roma, 1584) e in polacco. Maggior fama gli diedero le sue Castigazioni sulla parafrasi dei salmi, commissionatagli da papa Gregorio XIII.
- Stefano Gradi (1613-1683) - Scienziato, filosofo e matematico, fu una delle più importanti figure della cultura ragusea di ogni tempo.